# Wola Mystkowska
Wola Mystkowska – wieś w Polsce położona w województwie mazowieckim, w powiecie wyszkowskim, w gminie Somianka. Ma status sołectwa.
W latach 1975–1998 miejscowość administracyjnie należała do województwa ostrołęckiego.
W miejscowości znajduje się kościół, który jest siedzibą parafii św. Izydora. W strukturze kościoła rzymskokatolickiego parafia należy do metropolii białostockiej, diecezji łomżyńskiej, dekanatu Wyszków.
Wola Mystkowska powstała na początku XVI stulecia. Słowo "wola" w nazwie oznacza, że mieszkańcy tej wsi otrzymali pewien okres zwolnienia podatkowego (wolnizna, wola) podczas zakładania wsi. W 1827 roku było tu 16 domów i 111 mieszkańców. W czasie uwłaszczenia powstało w tej wsi 32 gospodarstwa na 216 morgach ziemi. Obecnie we wsi zamieszkuje 379 osób. Należy do typowo rolniczych wsi.Do zabytków wsi zalicza się też miejscowy kościół z lat 1936-1945. Parafia powstała tu w 1916 roku.